# Гучков Олександр Іванович
Олекса́ндр Іва́нович Гучко́в (1862 — 1936) — російський промисловець та політичний діяч.

## Життєпис
Походив з родини старообрядців. Онук Єфима Гучкова, міського голови Москви, син Івана Гучкова, співвласник торгового дому «Гучкова Єфима сини». Навчався у другій Московській гімназії.
У листопаді 1905 року створив партію Союз 17 жовтня. Партія одержала свою назву від дати публікації царського маніфесту. Військовий та морський міністр Тимчасового уряду у 1917 році.